# ラハフ・シャニ
ラハフ・シャニ（Lahav Shani,ヘブライ語: להב שני, 1989年1月7日 -）は、イスラエル人指揮者・ピアニスト。

## 略歴
テルアビブ生まれ。同地のブッフマン・メータ音楽学校で最初の音楽教育を受けたのち、ハンス・アイスラー音楽大学ベルリンに進み、クリスティアン・エーヴァルトとファビオ・ビディーニ師事。エーヴァルトに指揮を、ビディーニからピアノを学んだ。また同大学在学中、シャニはダニエル・バレンボイムの謦咳に接している。
2010年、ズービン・メータのもとでイスラエル・フィルハーモニー管弦楽団の副指揮者。2013年グスタフ・マーラー国際指揮者コンクール優勝。2018年よりロッテルダム・フィルハーモニー管弦楽団首席指揮者、2020年よりイスラエル・フィルハーモニー管弦楽団音楽監督を務める。
客演指揮者として、ウィーン・フィルハーモニー管弦楽団、ベルリン・フィルハーモニー管弦楽団、ロイヤル・コンセルトヘボウ管弦楽団、バイエルン放送交響楽団、パリ管弦楽団などと共演している。
ピアニストとしては、ソロ・リサイタルの他、フィルハーモニア管弦楽団、シュターツカペレ・ベルリン、フランス放送フィルハーモニー管弦楽団などとピアノ協奏曲の弾き振りをしている。
日本では、2016年4月に初来日し読売日本交響楽団を指揮。2022年PMFに首席指揮者として参加した。

## 参考資料
- Lahav Shani - Intermusica
- Future Music Director Announced: Lahav Shani - AFIPO